# Cornelia Lippert
Cornelia Lippert (* 1953 in Berlin) ist eine deutsche Schauspielerin und Hörspielsprecherin.

## Leben
Cornelia Lippert wuchs in Berlin auf und studierte von 1972 bis 1976 an der Theaterhochschule „Hans Otto“ in Leipzig, die sie als diplomierte Schauspielerin verließ.
Ihr erstes Engagement führte sie an das Mecklenburgische Staatstheater Schwerin, an dem sie über zehn Jahre viele wichtige Rollen spielte (u. a. das „Lämmchen“ in Kleiner Mann – was nun?, die Andromache in Troerinnen oder „Die Schmitten“ in Schmitten von Volker Braun). Gastspielreisen mit dem Ensemble führten sie  in verschiedene europäische Länder, wie z. B. Griechenland, Finnland, Italien, Österreich und durch die gesamte Bundesrepublik.
1987 schloss Cornelia Lippert sich dem Ensemble des Fernsehens der DDR an. Bekannt wurde sie hier vor allem wegen ihrer authentischen und liebenswerten Darstellung der Verkehrsmeisterin Heidi in der TV-Serie Johanna. In dieser Zeit gastierte sie auch an diversen Berliner Bühnen wie dem Berliner Ensemble, dem Theater im Palais und dem Theater unterm Dach.
1989 floh Lippert in den Westen, lebte und arbeitete in Wien. Dort spielte sie unter anderem am Burgtheater und am Volkstheater. Am Volkstheater spielte sie in Krankheit oder moderne Frauen die Camilla, die Minna in Gotthold Ephraim Lessings Komödie Minna von Barnhelm, Mutter Wolffen in Gerhart Hauptmanns Biberpelz. Am Burgtheater spielte Lippert u. a. die Sophie in Baal von Bertolt Brecht und die Frau (Hannah Arendt) in Totenauberg von Elfriede Jelinek.
2000 herum kehrte Lippert nach Deutschland zurück, spielte seither an Bühnen wie dem Theater am Goetheplatz in Bremen, dem Hamburger Ernst-Deutsch-Theater und dem Theater Aachen. Daneben kehrt sie auch immer wieder zu Gastspielen nach Österreich zurück und war erneut am Volkstheater, ferner bei den Festspielen Reichenau, dem Wiener KosmosTheater und dem Theater Kosmos in Bregenz sowie der Neuen Bühne Villach zu sehen.
In der DEFA-Produktion Die unverbesserliche Barbara gab Cornelia Lippert 1977 ihr Debüt vor der Kamera. Bis heute arbeitet sie regelmäßig für Film und Fernsehen, war 2008 in dem auf dem Filmfest Hamburg mit dem TV-Produzentenpreis ausgezeichneten Streifen Machen wir’s auf Finnisch zu sehen und gehörte 2009 zum Hauptcast der Seifenoper Eine für alle – Frauen können’s besser. Seit Ende der 1970er-Jahre ist Lippert darüber hinaus auch eine vielbeschäftigte Hörspielsprecherin, während ihrer Wiener Zeit auch häufig in Produktionen des ORF. Weiterhin arbeitet sie in der Werbung und der Synchronisation.
Cornelia Lippert war mit dem Schauspieler Udo Schenk verheiratet und hat mit ihm eine gemeinsame Tochter, die Schauspielerin und Sprecherin Franziska Lippert.
Von 2009 bis 2013 leitete Cornelia Lippert die Schauspielausbildung an der Theaterakademie Vorpommern. Zudem ist sie Akademie-Mitglied zur Verleihung des Nestroy-Preises.  Lippert lebt in Berlin.

## Filmografie (Auswahl)
- 1977: Die unverbesserliche Barbara
- 1982: Und alles wegen Marietta
- 1982: Die Mitschuldigen
- 1984: Iphigenie in Aulis (Theateraufzeichnung)
- 1985: Der Haken
- 1986: Alfons Zitterbacke (6 Folgen als Lehrerin Bergmann)
- 1986: Polizeiruf 110 – Bedenkzeit
- 1987: Schauspielereien – Berliner Pflanzen
- 1988: Eine Magdeburger Geschichte
- 1989: Der Staatsanwalt hat das Wort – Blaue Taube soll fliegen
- 1989: Johanna (7 Folgen als Heidemarie Lehmann)
- 1995: Halbe Welt
- 1995: Kommissar Rex – Duft des Todes
- 1996: Lisa und die Säbelzahntiger
- 1998: In der Löwengrube
- 1999: Der Havelkaiser (2 Folgen)
- 1999: Im Namen des Gesetzes – Franziskas Geheimnis
- 1999: Medicopter 117 – Jedes Leben zählt – Schulbus in den Tod
- 2001–2002: Dolce Vita & Co. (12 Folgen als Cornelia Schwarz)
- 2001: Tatort – Tot bist Du!
- 2002: Polizeiruf 110 – Angst um Tessa Bülow
- 2002: Dr. Sommerfeld – Neues vom Bülowbogen – Ein gefährlicher Deal
- 2004: Stubbe – Von Fall zu Fall – Tödliches Schweigen
- 2004: Vinzent
- 2006: Polizeiruf 110 – Traumtod
- 2008: Der Landarzt – Wendepunkte
- 2008: Machen wir’s auf Finnisch
- 2009: Tatort – Mauerblümchen
- 2009: Engel sucht Liebe
- 2009: Eine für alle – Frauen können’s besser (64 Folgen als Elisabeth Wetzmann)
- 2013: SOKO Wismar – Unterm Hammer
- 2014: Dr. Klein – Hoffnungen
- 2016: Letzte Spur Berlin – Sternenstaub
- 2016, 2023: SOKO Leipzig (2 Folgen)
- 2017: Dark – Lügen
- 2018: Die Spezialisten – Im Namen der Opfer – Ostalgie
- 2018: Zeit läuft
- 2019: SOKO Wismar – Sicher im Alter
- 2023: Familie Anders: Willkommen im Nest
- 2024: Nelly und das Weihnachtswunder (Fernsehfilm)

## Hörspiele (Auswahl)
- 1978: Die Mühle am Moor – Autor: Jan Flieger – Regie: Detlef Kurzweg
- 1979: Die zertanzten Schuhe – Autoren: Brüder Grimm – Regie: Renée Eigendorf
- 1979: Die Regentrude – Autor: Theodor Storm – Regie: Renée Eigendorf
- 1981: Gianni – Autor: Joachim Staritz – Regie: Barbara Flath
- 1984: Bellebelle oder Der Ritter Fortuné – Autor: Joachim Knauth – Regie: Karlheinz Liefers
- 1986: Leistungskontrolle – Autor: Wolfgang Mahlow – Regie: Karlheinz Liefers
- 1987: Klein wie Maradona – Autor: Joachim Brehmer – Regie: Christa Kowalski
- 1988: Igloo im Prenzlauer Berg – Autorin: Ricarda Bethke – Regie: Karlheinz Liefers
- 1990: Strafsache gegen Wellershof – Autor: Rolf Schneider – Regie: Götz Fritsch
- 1992: Broadway-Melodie 1492 – Autor: Jura Soyfer – Regie: Götz Fritsch
- 1991: Quasi und Fantasia – Autor: Bernhard Hüttenegger – Regie: Katharina Weiß
- 1993: Am Grund der Reise – Autor: Alberto Gozzi – Regie: Götz Fritsch
- 1995: Die vorletzte Granate – Autor: Ivan Ivanji – Regie: Götz Fritsch
- 1996: Miss Potter hat es sich anders überlegt – Autorin: Barbara Frischmuth – Regie: Götz Fritsch
- 1998: Der Pokal des Poseidon – Autor: Axel Scheibchen – Regie: Götz Fritsch
- 1999: Die Dubois – Autor: Peter Pessl – Regie: Renate Pittroff
- 1999: Morgengrauen – Autorin: Irene Wonisch – Regie: Renate Pittroff
- 2000: Der Mann, der seine Frau im Urlaub vergessen hat. Leider – Autor: Kai Schmidt – Regie: Götz Fritsch
- 2003: Unter dem Milchwald – Autor: Dylan Thomas – Regie: Götz Fritsch
- 2010: Ab nach unten – Autor: Ray French – Regie: Thomas Wolfertz
- 2016: Altes Land – Autorin: Dörte Hansen – Regie: Wolfgang Seesko
- 2015 Die geheimen Isolierungslager in der DDR
- 2016: Die alte Tochter spricht mit dem jungen Vater – Autorin und Regie: Gabriele Bigott

## Auszeichnungen (Auswahl)
- 1989: Hans-Otto-Preis
- 1990: Kainz-Medaille
- 1990: Karl-Skraup-Preis